# دیوید سلتزر
دیوید سلتزر (انگلیسی: David Seltzer؛ زادهٔ ۱۹۴۰) فیلم‌نامه‌نویس، تهیه‌کننده فیلم و کارگردان اهل ایالات متحده آمریکا است.
از فیلم‌هایی که وی در آن‌ها نقش داشته‌است، می‌توان به شاه، بی‌بی، سرباز و طالع نحس اشاره نمود.